# 玛尔加·彼得森
玛尔加·彼得森（德語：Marga Petersen，1919年9月18日—2002年9月22日），德国女子田径运动员，主攻短跑。她曾代表德国参加1952年夏季奥林匹克运动会田径比赛，获得女子4×100米接力银牌。